# Hemigobius mingi
Hemigobius mingi är en fiskart som först beskrevs av Herre, 1936.  Hemigobius mingi ingår i släktet Hemigobius och familjen smörbultsfiskar. Inga underarter finns listade i Catalogue of Life.